# Вейдсборо (Північна Кароліна)
Вейдсборо (англ. Wadesboro) — місто (англ. town) в США, в окрузі Енсон штату Північна Кароліна. Населення — 5008 осіб (2020).

## Географія
Вейдсборо розташоване за координатами 34°57′50″ пн. ш. 80°4′29″ зх. д. / 34.96389° пн. ш. 80.07472° зх. д. (34.963829, -80.074694).  За даними Бюро перепису населення США в 2010 році місто мало площу 16,37 км², з яких 16,34 км² — суходіл та 0,03 км² — водойми.

## Історія
Спочатку під назвою "Ньютаун" місто було перейменовано Генеральною Асамблеєю Північної Кароліни в 1787 році на честь полковника Томаса Вейда після служби в полку міліції округу Ансон в Американській війні за незалежність.
У 1900 році вчені визначили, що Вадсборо буде найкращим місцем у Північній Америці для спостереження повного сонячного затемнення. Смітсонівська астрофізична обсерваторія, розташована тоді у Вашингтоні, округ Колумбія, завантажила кілька залізничних вагонів науковим обладнанням і направилася до міста.
Будинок Боггана-Хаммонда та Александра Літл Вінг, пошта США, та історичний район міста Ведсборо внесені до Національного реєстру історичних місць.

## Демографія
Згідно з переписом 2010 року, у місті мешкало 5813 осіб у 2303 домогосподарствах у складі 1428 родин. Густота населення становила 355 осіб/км².  Було 2692 помешкання (164/км²).
Расовий склад населення:
| - 60,7 % — чорних або афроамериканців - 35,6 % — білих - 1,4 % — азіатів - 0,2 % — корінних американців |

До двох чи більше рас належало 1,3 %. Частка іспаномовних становила 1,8 % від усіх жителів.
За віковим діапазоном населення розподілялося таким чином: 24,6 % — особи молодші 18 років, 56,4 % — особи у віці 18—64 років, 19,0 % — особи у віці 65 років та старші. Медіана віку мешканця становила 39,8 року. На 100 осіб жіночої статі у місті припадало 81,9 чоловіків;  на 100 жінок у віці від 18 років та старших — 76,5 чоловіків також старших 18 років.
Середній дохід на одне домашнє господарство  становив 40 594 долари США (медіана — 27 361), а середній дохід на одну сім'ю — 46 320 доларів (медіана — 32 800). Медіана доходів становила 32 027 доларів для чоловіків та 27 982 долари для жінок. За межею бідності перебувало 32,2 % осіб, у тому числі 46,9 % дітей у віці до 18 років та 7,4 % осіб у віці 65 років та старших.
Цивільне працевлаштоване населення становило 1747 осіб. Основні галузі зайнятості: освіта, охорона здоров'я та соціальна допомога — 25,5 %, виробництво — 21,8 %, роздрібна торгівля — 11,8 %, мистецтво, розваги та відпочинок — 11,8 %.